# Jean de Léaumont
Jean de Léaumont († 6. Juli 1584), Seigneur de Puygaillard, Baron de Blou et de Morée, besser bekannt als Puigaillard, war ein französischer Heerführer zur Zeit der Hugenottenkriege.

## Leben
Jean de Léaumont war der jüngste Sohn von Jean II. de Léaumont, Seigneur de Gariès, Puygaillard, Mauroux etc., und Louise de Berrac. Er diente zunächst als Capitaine von 50 Bewaffneten in den Armeen Heinrichs III. und kämpfte vorwiegend gegen die Protestanten. Unter dem Befehl des Herzogs von Montpensier überfiel er im Ersten Hugenottenkrieg in der Nacht des 5. Mai 1562 die Stadt Angers, die trotz des energischen Widerstands der Einwohner gestürmt wurde. Puigaillard erlaubte den Protestanten zunächst, sich außerhalb der Mauern zu versammeln, vertrieb sie dann aber aus Rücksichtnahme auf die Katholiken, die sich für die Entweihung und Plünderung ihrer Kirchen rächen wollten, vollständig aus Angers, wobei seine Soldaten ohne Rücksicht auf Rang, Geschlecht und Alter barbarisch vorgingen. Wenig später, am 4. Juli, ergab sich die Burg von Rochefort-sur-Loire in der Nähe von Angers Puigaillard in der Hoffnung, dass der Kommandant Saint-Aignan dit Desmarets und die Garnison begnadigt würden – der Kommandant wurde jedoch aufs Rad geflochten und seine Soldaten wurden gehängt. Am 27. September besetzte Puiguillard die Stadt Craon, wonach er harte Strafen gegen die Protestanten verhängte, um deren Verhalten gegenüber den Katholiken zu beantworten.
Im Jahr 1568 wurde er an der Spitze von zwei Militäreinheiten in der Nähe der Stadt Sorgues von den Protestanten angetroffen. Er ließ aus seinem Tross, den er dabei verlor, eine Verschanzung bauen, zog sich geschickt zurück und konnte seine gesamte Truppe retten.
Im Jahr 1569 eroberte er die Orte Tiffauges, Montaigu und Beaufort und war im selben Jahr einer der Kommandeure der Truppen, die erfolglos die Stadt Niort belagerten. Danach verschanzte er sich in Mirabeau, um es zu verteidigen. Im Jahr 1570 führte er dem Comte du Lude im Poitou 5000 Mann Fußtruppen und 800 Lanzen zu.
Von Poitou aus zog er in die Saintonge, wo er Chisay einnahm, danach besetzte er die Straßen, die vom Poitou nach La Rochelle führten. Er errichtete in Luçon eine Festung, in der er vier Kompanien unterbrachte und die aufgrund ihrer Lage dem Gegner die Versorgung abschnitt. Er ließ das Gerücht verbreiten, Admiral Coligny habe einen Sieg über die königlichen Truppen errungen, was die Protestanten veranlasste, die Festung Luçon anzugreifen, wo Puigaillard sie erwartete. Als der Hugenottenführer François de La Noue Richtung Luçon marschierte, sammelte Puigaillard alle seine Kräfte und marschierte nach Sainte Gemme nordöstlich der Stadt, wo er gegen La Noue antrat, dabei aber besiegt wurde und 500 Mann verlor. Puigaillard floh nach Fontenay-le-Comte, von wo aus er sich nach Mouzeuil zurückzog. Danach eroberte er Saint-Maixent und die Stadt Marans, die er jedoch, nachdem er die Häuser niedergebrannt hatte, räumen ließ, weil er an der Burg gescheitert war. Bald darauf erschien er mit 700 Pferden vor den Toren von La Rochelle und war kurz davor, die Königin von Navarra zu ergreifen, die die Stadt verlassen hatte, um spazieren zu gehen.
1573 wurde er zum Maréchal de camp ernannt und diente in dieser Funktion bei der Belagerung von La Rochelle, wo er verwundet wurde. 1574  diente er als Feldmarschall unter dem Herzog von Montpensier und 1575 unter dem Herzog von Guise in der Champagne.
1577 kämpfte er bei der Belagerung von Brouage, die am 22. Juni 1577 begann und am 28. August mit dem Fall der Festung endete. Am 2. Oktober 1577 wurde er nach dem Rücktritt des Barons de Biron zusammen mit Henri III. de Lenoncourt zum Maréchal général des camps et armées du roi ernannt. Am 31. Dezember 1580 wurde er in den Orden vom Heiligen Geist aufgenommen. Mit Vollmacht vom 15. Februar 1583 kommandierte er in seiner Funktion als Maréchal général die Armee der Picardie. Er starb am 6. Juli 1584 an der Pest.
Jean de Léaumont war drei Mal verheiratet, blieb aber ohne Kinder; seine Ehefrauen waren:
- Clémence Le Roy
- Marie de Maillé-Brézé († 1577)
- Françoise du Puy-du-Fou († 1589)